# Iglesia y convento de las Dominicas (Tudela)
El convento de las Dominicas e iglesia de la Virgen del Rosario de Tudela (Navarra, España) es un templo construido en el siglo XVII, que se sitúa en la calle del mismo nombre del Casco Antiguo de Tudela.

## Descripción general
El convento presenta una planta de cruz latina, con tres naves, separadas por columnas cruciformes, de cinco tramos y unos 30 m de longitud, cubierta por una bóveda de medio cañón con unos tramos de crucería estrellada gótica y cúpula en el crucero. Es de estilo manierista con decoraciones barrocas. La torre es octogonal y construida en ladrillo, coronado con un chapitel esférico con aguja y una veleta. La iglesia tiene una impresionante fachada manierista en piedra, típica del siglo XVII español, siguiendo el modelo de la madrileña Iglesia de las Mercedarias. Su retablo mayor es barroco del siglo XVII y se le atribuye al tudelano Francisco Gurrea, incorporando elementos churriguerescos, así como pinturas de Berdusán fechadas en 1689.

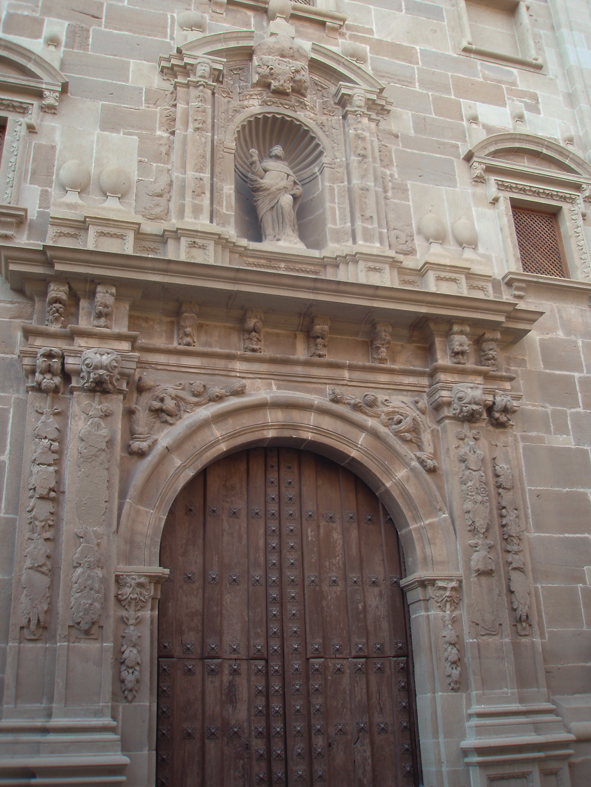
Portada de la Iglesia de las Dominicas

## Historia y cronología de construcción
El convento fue construido entre 1623 y 1635. En 1810 fue reutilizado como cuartel de la tropa francesa durante la Guerra de la Independencia. La fachada principal, muy deteriorada, fue restaurada en 2000-2001.